# 鲑鱼疱疹病毒2型
鲑鱼疱疹病毒2型（學名：Salmonid herpesvirus 2, SalHV-2）是異皰疹病毒科鮭魚皰疹病毒屬的一種病毒，可感染紅鮭、櫻鱒、大麻哈鱼、銀鮭與虹鱒等鉤吻鮭屬的魚類。最早於1981年在日本的櫻鱒身上發現，此病毒可能分布在東亞各國的沿海河流水域中，也有報導指科威特亦有發現此病毒。
受此病毒感染的個體可以尿液、排泄物、體表黏液等方式將病毒排到水中，進而感染其他個體。一則研究顯示病毒的潛伏期為13天，接著症狀包括活動力下降、食慾不振、體色變深、皮膚出現瘀點或潰傷，許多魚被感染後會死亡，存活者則會成為病毒的帶原者，有些存活的個體在感染後的4至18個月在頷部出現上皮瘤（也可能出現在其他部位），腫瘤可維持長達一年。